# Wiechcica
Wiechcica, wiechetka (Ptilodon) – rodzaj motyli z rodziny garbatkowatych.
Motyle o krępym, gęsto owłosionym ciele. Głowa jest zaopatrzona w niecałkowicie owłosione oczy złożone i uwstecznioną ssawkę, natomiast pozbawiona jest przyoczek. Czułki osiągają niewiele ponad ⅓ długości przedniego skrzydła i wykazują dymorfizm płciowy w budowie, będąc piłkowanymi i orzęsionymi u samca, zaś cienkimi i ząbkowanymi u samicy. Włosowate łuski tułowia formują sterczący pionowo czub pośrodku grzbietu. Przednie skrzydło ma zewnętrzny brzeg ząbkowany, zaś tylne zaokrąglony.
Gąsienice są foliofagami żerującymi na liściach brzóz, buków, czeremch, dębów, głogów, grujeczników, jarząbów, jabłoni, kasztanowców, klon, leszczyn, lip, olch, róż, topól, wiązów i wierzb. Owady dorosłe nie pobierają pokarmu i są aktywne nocą.
Przedstawiciele rodzaju zamieszkują krainy: nearktyczną, palearktyczną i orientalną.
Takson ten wprowadzony został w 1822 roku przez Jacoba Hübnera. Zalicza się doń 11 opisanych gatunków:
- Ptilodon americana Harvey, 1877
- Ptilodon amplius Schintlmeister et Fang, 2001
- Ptilodon atrofusa (Hampson, 1892)
- Ptilodon autumnalis Schintlmeister, 1997
- Ptilodon capucina (Linnaeus, 1758) – wiechcica wielbłądka
- Ptilodon cucullina (Denis et Schiffermüller, 1775) – wiechcica czubatka
- Ptilodon flavistigma (Moore, 1879)
- Ptilodon jesoensis (Matsumura, 1919)
- Ptilodon ladislai (Oberthür, 1879)
- Ptilodon pseudorobusta Schintlmeister et Fang, 2001
- Ptilodon robusta Matsumura, 1924
- Ptilodon saturata (Walker, 1865)
- Ptilodon severin Schintlmeister, 1989